# Saison 1955-1956 de l'USMM Hadjout
Chronologie
Saison précédente Saison suivante
La saison 1955-1956 de l'USM Marengo La saison 1955-1956 fut la dixième et dernière saison de l'USM Marengo durant l'époque coloniale. Les matchs se déroulèrent essentiellement en division Promotion Honneur de la Ligue d'Alger, en Coupe Forconi ainsi qu'en Coupe de France. Ce fut sa deuxième saison dans cette division, une saison inachevée car l'équipe se retira de toutes compétitions sportives.
En effet elle se termina pour celle-ci durant la phase retour du championnat à six journées du terme de la compétition. l'USM Marengo se solidarisa des autres clubs ayant arrêter leurs activités une semaine avant, en répondant positivement à l'appel du FLN, pour protestations à la suite des événements survenus après l'annulation de la finale de la Coupe d'Afrique du Nord.

## Calendrier de la Division Promotion Honneur
- Calendrier de la Ligue d'Alger pour la Promotion Honneur[1]:

| Phase aller       | Match 1               | Match 2               | Match 3              | Match 4                 | Match 5               | Match 6               | Phase retour    |
| ----------------- | --------------------- | --------------------- | -------------------- | ----------------------- | --------------------- | --------------------- | --------------- |
| 18 septembre 1955 | R.C.M.C. / U.S.M.M    | O.H.D. / A.S.P.T.T.   | J.S.E.B. / J.S.K.    | O.T.O. / W.R.B.         | R.C.K. / O.M.S.E.     | O.C.B.O.F. / N.A.H.D. | 15 janvier 1956 |
| 9 octobre 1955    | N.A.H.D. / R.C.M.C.   | O.M.S.E. / O.C.B.O.F. | W.R.B. / R.C.K.      | J.S.K. / O.T.O.         | A.S.P.T.T. / J.S.E.B. | U.S.M.M. / O.H.D.     | 29 janvier 1956 |
| 16 octobre 1955   | R.C.M.C. / O.H.D.     | J.S.E.B. / U.S.M.M.   | O.T.O. / A.S.P.T.T.  | R.C.K. / J.S.K          | O.C.B.O.F. / W.R.B.   | N.A.H.D. / O.M.S.E.   | 12 février 1956 |
| 23 octobre 1955   | O.M.S.E. / R.C.M.C.   | W.R.B. / N.A.H.D.     | J.S.K. / O.C.B.O.F.  | A.S.P.T.T. / R.C.K.     | U.S.M.M / O.T.O.      | O.H.D. / J.S.E.B.     | 26 février 1956 |
| 30 octobre 1955   | R.C.M.C. / J.S.E.B.   | O.T.O. / O.H.D.       | R.C.K. / U.S.M.M.    | O.C.B.O.F. / A.S.P.T.T. | N.A.H.D. / J.S.K.     | O.M.S.E. / W.R.B.     | 4 mars 1956     |
| 13 novembre 1955  | R.C.M.C. / W.R.B.     | J.S.K. / O.M.S.E.     | A.S.P.T.T / N.A.H.D. | U.S.M.M. / O.C.B.O.F.   | O.H.D. / R.C.K.       | J.S.E.B. / O.T.O.     | 11 mars 1956    |
| 20 novembre 1955  | O.T.O / R.C.M.C.      | R.C.K. / J.S.E.B.     | O.C.B.O.F. / O.H.D.  | N.A.H.D. / U.S.M.M.     | O.M.S.E. / A.S.P.T.T. | W.R.B. / J.S.K.       | 25 mars 1956    |
| 4 décembre 1955   | R.C.M.C. / J.S.K.     | A.S.P.T.T. / W.R.B.   | U.S.M.M. / O.M.S.E.  | O.H.D. / N.A.H.D.       | J.S.E.B. / O.C.B.O.F. | O.T.O. / R.C.K.       | 1er avril 1956  |
| 11 décembre 1955  | R.C.K. / R.C.M.C.     | O.C.B.O.F. / O.T.O.   | N.A.H.D. / J.S.E.B.  | O.M.S.E. / O.H.D.       | W.R.B. / U.S.M.M.     | J.S.K. / A.S.P.T.T.   | 15 avril 1956   |
| 25 décembre 1955  | R.C.M.C. / A.S.P.T.T. | U.S.M.M. / J.S.K.     | O.H.D. / W.R.B.      | J.S.E.B. / O.M.S.E.     | O.T.O. / N.A.H.D.     | R.C.K. / O.C.B.O.F.   | 22 avril 1956   |
| 8 janvier 1956    | O.C.B.O.F. / R.C.M.C. | N.A.H.D. / R.C.K.     | O.M.S.E. / O.T.O.    | W.R.B. / J.S.E.B.       | J.S.K. / O.H.D.       | A.S.P.T.T. / U.S.M.M. | 29 avril 1956   |

## Division Promotion Honneur

### Rencontres
| Date              | Heure       | J  | Adversaire       | Lieu | Résultat | Buteurs pour l'USMMH | Références           |
| 18 septembre 1955 | 15h30 UTC+1 | 1  | RC Maison-Carrée | Ext. | -        | -                    | [ Rapport match 1 ]  |
| 9 octobre 1955    | 15h30 UTC+1 | 2  | O Hussein-Dey    | Dom. | -        | -                    | [ Rapport match 2 ]  |
| 16 octobre 1955   | 15h30 UTC+1 | 3  | JS El Biar       | Ext. | -        | -                    | [ Rapport match 3 ]  |
| 23 octobre 1955   | 15h30 UTC+1 | 4  | O Tizi-Ouzou     | Dom. | -        | -                    | [ Rapport match 4 ]  |
| 30 octobre 1955   | 15h30 UTC+1 | 5  | RC Kouba         | Ext. | -        | -                    | [ Rapport match 5 ]  |
| 13 novembre 1955  | 15h30 UTC+1 | 6  | OCB Oued-Fodda   | Dom. | -        | -                    | [ Rapport match 6 ]  |
| 20 novembre 1955  | 15h30 UTC+1 | 7  | NA Hussein Dey   | Ext. | -        | -                    | [ Rapport match 7 ]  |
| 4 décembre 1955   | 15h30 UTC+1 | 8  | OM Saint-Eugène  | Dom. | -        | -                    | [ Rapport match 8 ]  |
| 11 décembre 1955  | 15h30 UTC+1 | 9  | WR Belcourt      | Ext. | -        | -                    | [ Rapport match 9 ]  |
| 25 décembre 1955  | 15h30 UTC+1 | 10 | JS Kabylie       | Dom. | 3 - 0    | -                    | [ Rapport match 10 ] |
| 8 janvier 1956    | 15h30 UTC+1 | 11 | ASPTT Alger      | Ext. | -        | -                    | [ Rapport match 11 ] |
| 15 janvier 1956   | 15h30 UTC+1 | 12 | RC Maison-Carrée | Dom. | -        | -                    | [ Rapport match 12 ] |
| 29 janvier 1956   | 15h30 UTC+1 | 13 | O Hussein-Dey    | Ext. | -        | -                    | [ Rapport match 13 ] |
| 12 février 1956   | 15h30 UTC+1 | 14 | JS El Biar       | Dom. | -        | -                    | [ Rapport match 14 ] |
| 26 février 1956   | 15h30 UTC+1 | 15 | O Tizi-Ouzou     | Ext. | -        | -                    | [ Rapport match 15 ] |
| 4 mars 1956       | 15h30 UTC+1 | 16 | RC Kouba         | Dom. | -        | -                    | [ Rapport match 16 ] |
| 11 mars 1956      | 15h30 UTC+1 | 17 | OCB Oued-Fodda   | Ext. | -        | -                    | [ Rapport match 17 ] |
| 25 mars 1956      | 15h30 UTC+1 | 18 | NA Hussein Dey   | Dom. | Aucun    | -                    | [ A 1 ]              |
| 1er avril 1956    | 15h30 UTC+1 | 19 | OM Saint-Eugène  | Ext. | Aucun    | -                    | [ A 2 ]              |
| 15 avril 1956     | 15h30 UTC+1 | 20 | WR Belcourt      | Dom. | Aucun    | -                    | [ A 3 ]              |
| 22 avril 1963     | 15h30 UTC+1 | 21 | JS Kabylie       | Ext. | Aucun    | -                    | [ A 4 ]              |
| 29 avril 1963     | 15h30 UTC+1 | 22 | ASPTT Alger      | Dom. | Aucun    | -                    | [ A 5 ]              |

### Classement final
À l'issue du championnat, l'USM Marengo qui avait déclaré forfait général le 11 mars 1956, finit au neuvième rang avec Trente-trois points au compteur seulement.
Le classement est établi sur le même barème de points que durant l'époque coloniale, c'est-à-dire qu'une victoire vaut trois points, un match nul deux points et la défaite est à un point.
| Rang | Équipe           | Pts | J  | G  | N | P  | Bp | Bc | Diff |
| ---- | ---------------- | --- | -- | -- | - | -- | -- | -- | ---- |
| 1    | O Hussein-Dey    | 52  | 22 | 13 | 4 | 5  |    |    |      |
| 2    | RC Maison-Carrée | 51  | 22 | 13 | 3 | 6  |    |    |      |
| 3    | O Tizi-Ouzou     | 48  | 22 | 11 | 4 | 7  |    |    |      |
| 4    | JS El Biar       | 46  | 22 | 10 | 4 | 8  |    |    |      |
| 5    | ASPTT Alger      | 42  | 22 | 9  | 2 | 11 |    |    |      |
| 6    | OCB Oued Fodda   | 42  | 22 | 8  | 4 | 10 |    |    |      |
| 7    | RC Kouba         | 41  | 22 | 9  | 6 | 7  |    |    |      |
| 8    | NA Hussein Dey   | 34  | 22 | 6  | 6 | 10 |    |    |      |
| 9    | USM Marengo      | 33  | 22 | 7  | 3 | 12 |    |    |      |
| 10   | WR Belcourt      | 33  | 22 | 6  | 4 | 12 |    |    |      |
| 11   | JS Kabylie       | 29  | 22 | 4  | 4 | 14 |    |    |      |
| 12   | OM Saint-Eugène  | 33  | 22 | 3  | 7 | 12 |    |    |      |

- Champion de Promotion Honneur

- Vice-champion de Promotion Honneur

- Relégué

Le bureau de la Ligue d'Alger enregistra les forfaits de nombreux clubs musulmans à la suite des événements survenues avant la finale de la Coupe d'Afrique du Nord de football. En Promotion Honneur le RC Kouba, l'USM Marengo, le WR Belcourt, la JS Kabylie, la JS El Biar et l'OM Saint-Eugène déclarèrent donc forfait générale le 11 mars 1956. Étant donné les faits et les circonstances exceptionnelles qui amenèrent un nombre important d'abandon, la ligue décida malgré tout d'inscrire ceux-ci dans le classement final afin de ne pas les pénaliser (car normalement la règle stipule que c'est une rétrogradation en division inférieure pour tout forfait général), en vue d'une éventuelle reprise de leurs activités pour la saison prochaine.